# Pedro Vasena
Pedro Vasena, all'anagrafe Pietro Vassena (Sala al Barro, 9 novembre 1846 – Buenos Aires, 27 novembre 1916) è stato un imprenditore italiano naturalizzato argentino.

## Biografia

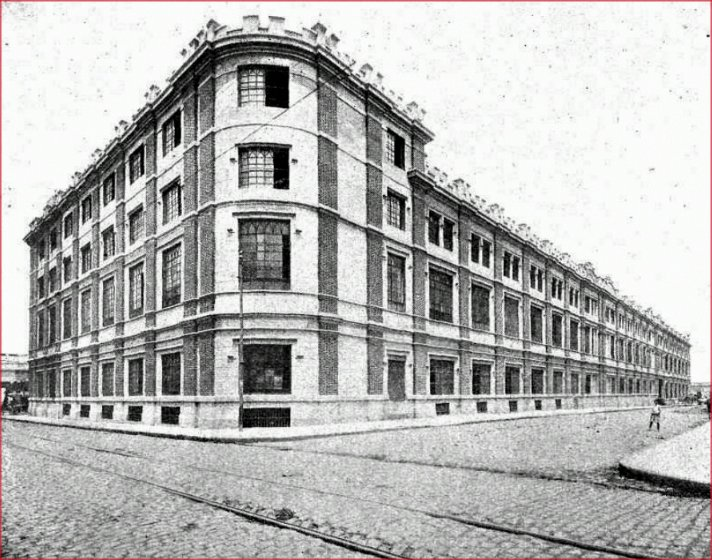
Le Officine Vasena a Buenos Aires (oggi demolite).

Nato in una famiglia operaia, emigrò in Argentina in cerca di fortuna appena tredicenne. A Buenos Aires, dove aveva ispanizzato il suo nome in Pedro Vasena, apprese il mestiere di fabbro nell'officina di Silvestro Zamboni.
Nel 1870 aprì una propria impresa La Europea, situata all'angolo tra Salta e avenida Belgrano. Con il passare degli anni Vasena s'impose come uno dei principali imprenditori metallurgici argentini. Nelle sue officine vennero realizzate le strutture ferree del Mercato dell'Abasto, il tetto del mercato della frutta di Bahía Blanca, le strutture del ponte ferroviario del río del Valle di Catamarca, i gasdotti nella città di San Miguel de Tucumán, le installazioni del più grande gasometro del Paese, la Società per la luce e la trazione elettrica del Río de la Plata, le installazioni della cartiera "La Argentina" a Zárate tra le altre.
Nel 1888 Vasena possedeva una grande fabbrica nel quartiere di San Cristóbal e un magazzino nel quartiere meridionale di Nueva Pompeya. Si ritirò dalla conduzione della sua impresa nel 1911, lasciando il timone ai figli.
Due anni dopo la sua morte l'impresa Pedro Vasena & Hijos passò nelle mani di un gruppo di investitori britannici. Nel 1919 le officine Vasena di Buenos Aires furono teatro di uno sciopero, duramente represso dalle autorità, che diede il via agli avvenimenti passati alla storia come settimana tragica.

## Famiglia
Si sposò con Teresa Rosa, dalla quale ebbe tredici figli. Uno dei suo nipoti fu Adalbert Krieger Vasena, ministro dell'Economia durante la dittatura del generale Juan Carlos Onganía.

## Omaggi
La via principale di Sala al Barro è intitolata a Pedro Vasena.